# 大塚淳弘
大塚 淳弘（おおつか あつひろ、1959年8月19日 - ）は、埼玉県出身の元プロ野球選手（投手）。
現役時代に所属していた読売ジャイアンツに、引退後も一貫して在籍。球団職員を経て、2018年10月から2023年まで球団の副代表を務めていた。

## 来歴・人物
埼玉県立春日部工業高等学校の2年時に、秋季埼玉県大会で優勝。準決勝で投手戦を演じた埼玉県川越商業高等学校の仁村薫とは、後に巨人でチームメイトになった。
高校からの卒業後に、日産ディーゼル工業（現在のUDトラックス）を経て、1981年に（当時NPBで認められていた）ドラフト外で読売ジャイアンツに入団した。
入団後は一軍公式戦への登板機会がなく、3年目（1984年）の春季キャンプ中に球団職員への転向を言い渡されたことを機に現役を引退した。引退後は、二軍マネージャーや営業担当を歴任。その中で1993年に「二軍（ファーム）の魅力をファンに伝えたい」ということでガイドブックの製作に乗り出すものの、二軍選手の写真がほとんどなかったことからカメラを自費で購入、自らカメラマンとなって仕事の合間を縫って二軍選手の写真の撮影を始めた。これまで撮影した写真は約16万枚にもおよぶ。この写真に自ら作成した散文を添えた写真集をこれまで2冊出版している。
2018年までジャイアンツの公式女性向けサイト「Giants Venus Net」において「あおぞらを駆ける～もうひとつのジャイアンツ～」と銘打った、二軍を題材としたエッセイを連載していた。
その後は、営業企画部長や事業本部次長を経て、2018年10月に球団副代表編成担当へ就任。ゼネラルマネージャーを務めていた鹿取義隆が同月限りで退任したことを受けて、編成部門を統括する役割も担っていた。2020年12月から編成本部長（スカウト担当）を兼務していたが、2023年10月6日付で兼務を解除となり、同年12月31日付で球団副代表を退任した。

## 詳細情報

### 年度別投手成績
- 一軍公式戦出場なし

### 背番号
- 88 （1982年 - 1984年）

## 関連情報

### 写真集
- こころの夢 野球 ～読売巨人軍ファーム物語～ ベースボール・マガジン社（2006年）
- A WAT TO THE HERO ～千の花が咲く日まで～ 読売ジャイアンツ（2011年）